# Леонард Горецький
Горецький (Gorecki) Леонард (бл. 1525 — після 1582) — польський історик, письменник, діяч реформаційного руху.

## Біографія
Народився у Великій Польщі в шляхетській сім'ї. Ймовірно, був споріднений з тією гілкою роду Горецьких (однією з чотирьох), яка мала герб «Доленга» і представником якої був познанський хорунжий Ян Горецький. 1578 Горецький опублікував у Франкфурті-на-Майні «Опис війни Івонії» — історичний твір про визвольну боротьбу молдовського господаря Івана Вода Лютого проти Османської імперії (1574). «Опис…» здобув широку популярність, його використовували польські хроністи (М. та А. Гваньїні та ін.), а через їх посередництво — й українські літописці. Велику увагу Горецький приділив участі у визвольних змаганнях Івана Вода Лютого запорозьких козаків, очолюваних І. Сверчовським. З інших праць Горецького відома тільки хроніка про події 1570—1582 у Речі Посполитій (опубл. 1939—1950).